# Tyler Deric
Tyler Deric est un joueur américain de soccer né le 30 août 1988 à Spring au Texas. Il joue au poste de gardien de but aux Toros de Rio Grande Valley en USL Championship.

## Biographie
Tyler Deric est le premier joueur de l'histoire à signer un contrat Home Grown Player avec le Dynamo de Houston, et le deuxième de l'histoire de la MLS.